# Torpa stenhus
Torpa stenhus (traducido como casa de piedra de Torpa) es un castillo medieval bien conservado cerca del lago de Åsunden, en el condado de Västra Götaland, en el sur de Suecia.

## Historia
El primer edificio de piedra fue construido en torno a 1470 por el Consejero Privado Arvid Knutsson como una fortaleza contra los daneses. Reconstrucción y remodelación de la fortaleza fue realizada en los siglos XVI y XVII, por ejemplo la torre de la escalera, construida a mediados del siglo XVI. El castillo tiene un interior Renacentista bien conservado con pinturas en las paredes de grisalla. La capilla en la planta baja fue decorada a finales del siglo XVII en estilo barroco. El castillo es conocido en la historia sueca como el hogar de la familia noble Stenbock. Era la residencia de Catalina Stenbock, tercera y última consorte del rey Gustavo I de Suecia.

## El castillo en la actualidad
En los años recientes, el castillo ha sido objeto de una reconstrucción interior, con la reinstalación de las paredes de madera originales. Estas fueron derribadas cuando el edificio fue usado como granero en el siglo XIX. El castillo actualmente puede ser visitado en tours guiados. 